# Мъйзакюла
Мъйзакюла (на естонски Mõisaküla) е град и община в област Вилянди, Естония. Придобива статут на град на 1 май 1938 г. Населението му е 1018 души към 1 януари 2008 г., а територията му 2,3 km2. Основен отрасъл в икономиката на града е машиностроенето.